# Ледяев, Юрий Семёнович
Юрий Семёнович Ледяев (12.08.1953)— российский математик, доктор физико-математических наук (1990), профессор.

## Биография
Родился 12.08.1953.
Окончил МФТИ (учёба 1970—1977) и его аспирантуру (1980).
Диссертации:
- Задачи преследования и убегания в дифференциальных играх с неполной информацией : диссертация … кандидата физико-математических наук : 01.01.09. — Долгопрудный, 1980. — 132 с.
- Экстремальные задачи в теории дифференциальных игр : диссертация … доктора физико-математических наук : 01.01.02 / Мат. ин-т. — Москва, 1990. — 293 с.

Работа:
- 1980—1984 ассистент, старший преподаватель кафедры прикладной математики МФТИ
- с 1984 старший научный сотрудник Математического института им. Стеклова, в настоящее время внештатный сотрудник Отдела дифференциальных уравнений
- июнь 1992 — декабрь 1993 Visiting Research Professor Монреальского университета (Канада)
- сентябрь 1995 — август 1997 Visiting Professor Государственного университета Нью-Джерси (Рутгерс, США)
- с 1997 профессор Университета Западного Мичигана.

Доктор физико-математических наук (1990), профессор.
Научные интересы: оптимальное управление и дифференциальные игры, негладкий и нелинейный анализ, дифференциальные включения и неравенства, робастный разрывный синтез управления в стабилизации управляемых систем, оптимальном управлении и дифференциальных играх.
Соавтор книги:
- Clarke F. H., Ledyaev Yu. S., Stern R. J., Wolenski P. R., Nonsmooth analysis and control theory, Graduate Texts in Mathematics, 178, Springer-Verlag, New York, 1998 , xiv+276 pp

Полный список публикаций http://www.mi.ras.ru/index.php?c=pubs&id=23232&showmode=years&showall=show&l=0